# Помажани-Фабричне
Помажани-Фабричне (пол. Pomarzany Fabryczne) — село в Польщі, у гміні Клодава Кольського повіту Великопольського воєводства.
Населення — 479 осіб (2011).
У 1975-1998 роках село належало до Конінського воєводства.

## Демографія
Демографічна структура станом на 31 березня 2011 року:
|          | Загалом | Допрацездатний вік | Працездатний вік | Постпрацездатний вік |
| -------- | ------- | ------------------ | ---------------- | -------------------- |
| Чоловіки | 235     | 49                 | 160              | 26                   |
| Жінки    | 244     | 51                 | 132              | 61                   |
| Разом    | 479     | 100                | 292              | 87                   |